# Dobbeltvævet stof
Dobbeltvævet stof fremstilles ved
benyttelse af to over hinanden anbragte
kædesystemer (trender/kæder),
således at det væv der dannes af et af disse systemer på enkelte steder går over i det væv der dannes af det andet system.
Ved anvendelsen af forskelligt farvede kæder har man på den måde fremstillet de såkaldte
kidderminstertæpper, ved hvilke
figurerne på oversiden er dannet af de underste
kædetråde, og omvendt, idet figurerne på de
to sider ligger lige ud for hinanden.
Ved piké dannes mønstret på den måde, at kun
enkelte af de underste kædetråde hæves op i det
øverste system og bindes der. Undertiden
fremstilles også tredobbelt vævede stoffer med tre
kædesystemer.
Dobbeltvævede stoffer anvendes blandt andet til frakker, tæpper, møbelstoffer, brokade.